# 隋唐园站
隋唐园站是洛阳轨道交通2号线的地铁车站，位于中华人民共和国河南省洛阳市洛龙区王城大道与隋唐城路交叉口南侧，于2021年12月26日开通。

## 车站结构
隋唐园站位于王城大道与隋唐城路交叉口南侧，沿王城大道路东设置，呈南北走向，为地下两层岛式站台车站，车站长468.8米，标准段宽19.7米，车站地下一层为站厅层，地下二层为站台层，站台设置全高站台门。车站南侧设有两条存车线。
| 地面              | 出入口 | A、B1、B2、C、D出入口                                                                                       |
| 地下一层          | 站厅   | 客服中心、自动售票机、验票机                                                                                |
| 地下二层          | 站台层 | \| \| \| █ 2号线往二乔路（文博园） \| \| 島式 · 開左邊车门 \| \| \| \| \| \| █ 2号线往八里堂（体育中心） \| |
|                   |        | █ 2号线往二乔路（文博园）                                                                                   |
| 島式 · 開左邊车门 |        | |
|                   |        | █ 2号线往八里堂（体育中心）                                                                                 |

## 出入口
隋唐园站共设5个出入口，各出口及周围设施如下所示：
| 出口编号            | 照片 | 地点                               | 可到达目的地                                                           |
| ------------------- | ---- | ---------------------------------- | ---------------------------------------------------------------------- |
| A · 出口            |      | 王城大道（东侧）                   | 潮奥特莱斯购物中心，隋唐城遗址植物园                                   |
| B · 1 · 出口        |      | 王城大道（西侧），积翠南街（南侧） | 洛阳市英才初级中学，建业美茵湖，建业左岸国际，北京第二实验小学洛阳分校 |
| B · 2 · 出口        |      | 王城大道（东侧）                   | 潮奥特莱斯购物中心                                                     |
| C · 出口            |      | 王城大道（东侧），隋唐城路（南侧） | 隋唐城遗址植物园                                                       |
| D · 出口 · （设有） |      | 王城大道（东侧）                   | 隋唐城遗址植物园                                                       |
| 图例： 设有         |      |                                    |                                                                        |

## 接驳交通

### 公交车
- 隋唐城遗址植物园西门：26路，29路，37路，49路，62路，62路延长线，75路，99路，207路
- 隋唐城路王城大道：37路，49路
- 王城大桥南：26路，29路，34路，62路，62路延长线，75路，99路，207路
- 积翠南街王城大道西：34路，60路，68路

## 历史
本站工程名为隋唐城站，正式站名为隋唐园站，以车站东侧的隋唐城遗址植物园命名。
- 2021年12月26日，车站随2号线通车开通[1]。
- 2025年1月23日日，车站B2出入口开通[6]。